# Mierzyn (powiat białogardzki)
Mierzyn (niem. Alt Marrin) – wieś sołecka w Polsce położona w województwie zachodniopomorskim, w powiecie białogardzkim, w gminie Karlino. W latach 1975–1998 wieś należała do województwa koszalińskiego. W roku 2007 wieś liczyła 272 mieszkańców.
Wsie wchodzące w skład sołectwa:
- Ubysławice
- Wyganowo

## Geografia
Wieś leży ok. 8 km na północ od Karlina, między miejscowością Wrzosowem a Ubysławicami.

## Toponimika nazwy
W dokumentach z lat 1263, 1278, 1343, 1585 występuje nazwa Mirin, Merin; z 1276 – Mirim, Marin; z lat 1780, 1779–1785 – Marien; z 1804 r. – Marrin; mapy z lat 30. i 40. XX wieku – Alt Marrin. Nazwa pochodzi od nazwy osobowej Mier, można ja porównać do Mir, Miro lub do nazwy miejscowości Mirzyn, Mierzyno, Mierzynek.

## Historia
Właścicielem dóbr Mierzyn w 1820 r. był Friedrich Scheunemann. Ostatnim właścicielem był baron Raven Freiherr von Barnekow.

## Zabytki

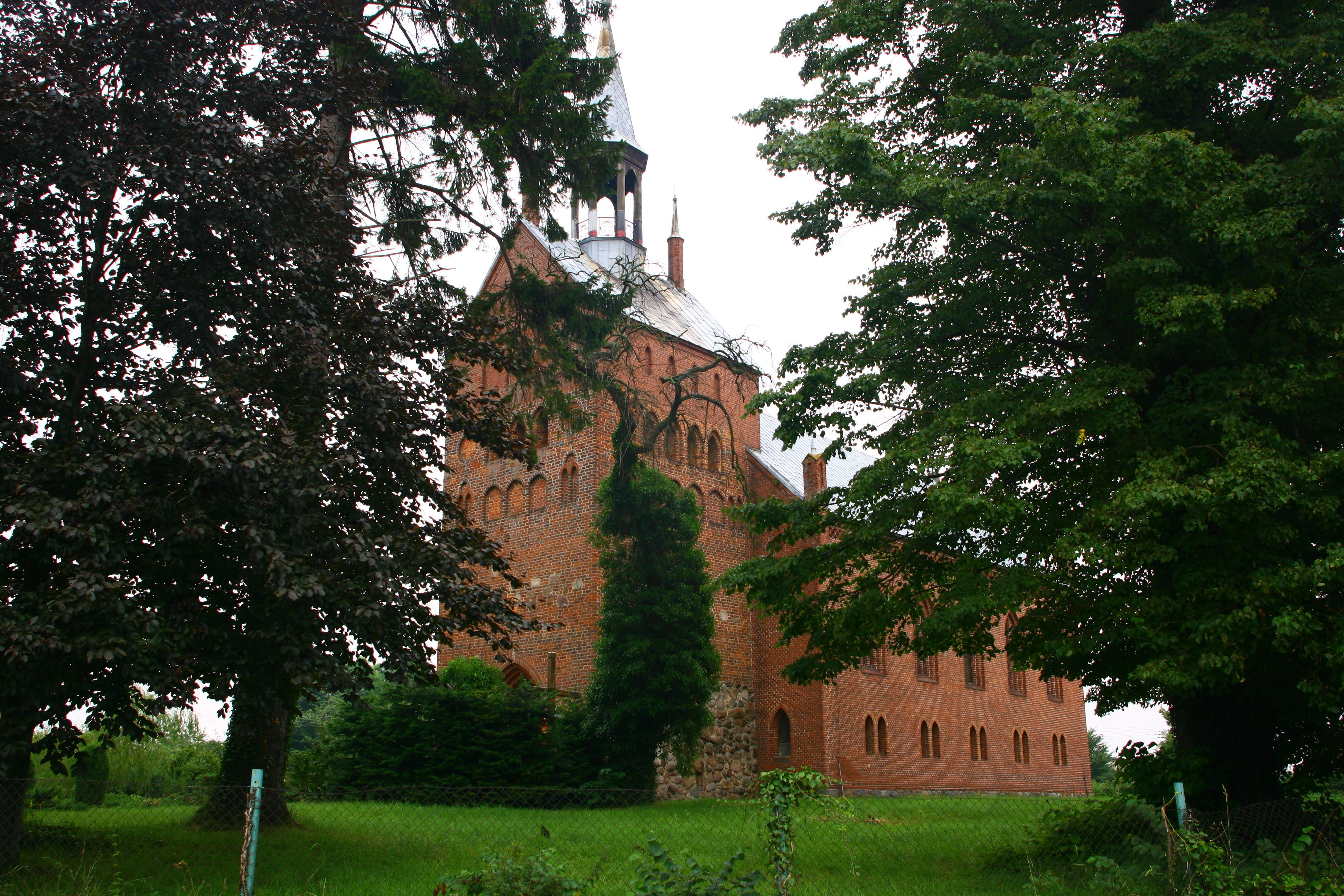
Kościół w Mierzynie

Do wojewódzkiego rejestru zabytków wpisany jest:
- kościół pw. Świętej Trójcy z XV wieku, przebudowany w latach 1849–1851 w stylu neogotyckim, parafialny, rzymskokatolicki należący do dekanatu Gościno, diecezji koszalińsko-kołobrzeskiej, metropolii szczecińsko-kamieńskiej. Budowla halowa, jednonawowa, murowana z cegły palonej, pokryta dachówką. Kościół nietynkowany, wzmocniony murami oporowymi. Prezbiterium jest niższe od całości kościoła, wieloboczne, przesklepione. Nad nawą znajduje się strop z belek (płaski). Wieża kościelna jest murowana o podstawie kwadratowej, ma charakter obronny. Zakrystia została domurowana znacznie później. Zabytkowe przedmioty ruchome to: fragment barokowej tablicy epitafijnej z XVII wieku; owalna płyta płaskorzeźbiona przedstawiająca dwóch śpiących rycerzy umieszczona w prezbiterium) (przeniesiona z kościoła w Karścinie, gdzie stanowiła zwieńczenie ołtarza głównego); barokowa rzeźba z 2. poł. XVII wieku przedstawiająca "Scenę Ukrzyżowania", składająca się z trzech rzeźb ze śladowymi fragmentami polichromii; barokowa rzeźba "Maria – scena ukrzyżowania"; rzeźba "Święty Jan – scena ukrzyżowania" (przeniesiona z kościoła w Parsowie); obraz na płótnie przedstawiający Chrystusa z XIX wieku, lichtarz z blachy mosiężnej, srebrzonej z 2. poł. XIX wieku w stylu eklektycznym; cztery witraże neogotyckie z 2. poł. XIX wieku; obraz Marcina Lutra (Martin Luther) ofiarowany dla kościoła w 1884 r. przez von Kameke z Warnina; trzy nakrycia (ołtarzowe, na ambonę i chrzcielnicę), ufundowane w 1889 r.

inne zabytki:
- pałac, który należał do barona von Barnekow, został rozebrany w 1970 roku, do tego momentu mieściła się tam świetlica
- park naturalistyczny z cechami eklektycznymi ma powierzchnię ok. 4 ha. Został założony na planie nieregularnego czworoboku. W środku parku założono staw o pow. 0,2 ha, który obsadzono kasztanowcami, aleja prowadziła natomiast aż do pałacu. Układ przestrzenny parku i wyposażenie zostały zniszczone, obiekt uległ dewastacji. Pozostała jedynie dość wyraźnie widoczna alejka lipowa.

## Kultura i sport
We wsi znajduje się boisko sportowe, a w roku 2006 utworzono ponownie świetlicę wiejską. 

## Komunikacja
W Mierzynie znajduje się przystanek komunikacji autobusowej.